# Scotopteryx tenebraria
Scotopteryx tenebraria är en fjärilsart som beskrevs av Jacob Hübner. Scotopteryx tenebraria ingår i släktet backmätare, och familjen mätare. Inga underarter finns listade.